# القالیس
ال-قالیس یک منطقهٔ مسکونی در یمن است که در استان صنعا واقع شده‌است.